# Прапор Утенського повіту
Прапор Утенського повіту (лит. Utenos apskrities vėliava) є офіційним символом Утенського повіту, одного з повітів Литовської республіки.

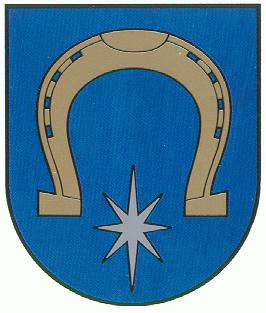
Герб Утени

Герб Ягеллонів

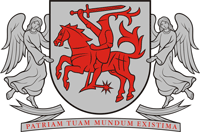
Герб Аукштайтії

## Опис
Прапор становить собою прямокутне полотнище зі співвідношенням ширини до довжини як 5:6. На червоному полі крокує срібний кінь, над ним ліворуч — золота восьмипроменева зірка; на синій облямівці десять золотих литовських подвійних хрестів.

## Історія
Прапор Утенського повіту затверджено Декретом президента Литви за № 38 від 16 серпня 2004 року.
Автор еталонного зображення — художник Роландас Римкунас.

## Зміст
Кінь символізує місцеву традицію конярства. Різновид литовської Погоні в обернених кольорах вважається також гербом історичного регіону Аукштайтія, до складу якого входив Утенський повіт. Також кінь уособлює свободу і щастя. 
Зірка походить з герба адміністративного центру повіту — міста Утена. Символізує відродження і знання. Червоний колір означає боротьбу за свободу.
Синя облямівка з десятьма ягеллонськими хрестами (хрестами з чотирма раменами) — загальний елемент для прапорів повітів Литви. Ягеллонський хрест символізує Литву, число 10 вказує на кількість повітів, золото в синьому полі — традиційні кольори ягеллонського хреста.